# Timofiej Kriwow
Timofiej Stiepanowicz Kriwow (ros. Тимофей Степанович Кривов, ur. 21 lutego?/5 marca 1886 we wsi Staroje Jeriomkino w guberni samarskiej, zm. 16 sierpnia 1966 w Moskwie) – radziecki polityk i działacz partyjny, Bohater Pracy Socjalistycznej (1966).

## Życiorys
Początkowo był robotnikiem rolnym w rodzinnej wsi, w 1899 ukończył seminarium nauczycielskie w Symbirsku, od 1902 pracował jako ślusarz na kolei w Ufie, gdzie włączył się w działalność rewolucyjną i w 1905 wstąpił do SDPRR, członek drużyny bojowej SDPRR w Ufie, był również propagandzistą i organizatorem partyjnym. W 1906 na 3 miesiące aresztowany, później pracował jako ślusarz w Złatouście, brał udział w akcjach zaopatrzeniowych drużyn bojowych SDPRR, w 1908 ponownie aresztowany, w lutym 1909 zbiegł, w styczniu 1910 wyemigrował do Włoch, potem do Francji, gdzie poznał Lenina i w 1911 wrócił do Rosji. Aresztowany w Petersburgu i osadzony w Twierdzy Pietropawłowskiej, później sądzony w Ufie, skazany na śmierć przez powieszenie, zamienioną na mocy amnestii w związku z obchodami stulecia zwycięstwa nad Napoleonem w 1812 na dożywotnią katorgę, w marcu 1917 zwolniony po rewolucji lutowej, wrócił do Ufy. Od kwietnia 1917 członek Komitetu Wykonawczego Rady Ufijskiej, członek Ufijskiego Komitetu Rejonowego SDPRR(b), komisarz ufijskiej milicji robotniczej, od grudnia 1917 do czerwca 1918 szef Sztabu Organizacji Bojowych Narodowego Uzbrojenia, później pracownik polityczny 5 Armii Frontu Wschodniego. Od lipca 1919 członek Ufijskiego Komitetu Rewolucyjnego, 1920-1922 sekretarz Uralskiego Biura KC RKP(b), od 16 marca 1921 do 27 marca 1922 członek Centralnej Komisji Kontrolnej RKP(b), od 2 kwietnia 1922 do 17 kwietnia 1923 zastępca członka KC RKP(b), 1922 instruktor odpowiedzialny KC RKP(b). Od 25 kwietnia 1923 do 26 stycznia 1934 członek Centralnej Komisji Kontrolnej RKP(b)/WKP(b), od kwietnia 1923 do maja 1924 członek i sekretarz Kolegium Partyjnego tej komisji, od 26 kwietnia 1923 do 23 maja 1924 zastępca członka, a od 1 stycznia 1926 do 26 stycznia 1934 członek Prezydium Centralnej Komisji Kontrolnej RKP(b)/WKP(b). Od grudnia 1927 do 26 stycznia 1934 członek Kolegium Partyjnego Centralnej Komisji Kontrolnej WKP(b), 1927-1934 zastępca ludowego komisarza inspekcji robotniczo-chłopskiej RFSRR, 1934-1935 główny arbiter państwowy przy Radzie Komisarzy Ludowych RFSRR, 1936 zastępca ludowego komisarza finansów RFSRR, 1936-1940 członek KC Związku Pracowników Przedsiębiorstw Komunalnych ZSRR, następnie na emeryturze.
Odznaczony Medalem Sierp i Młot Bohatera Pracy Socjalistycznej (16 marca 1966) i dwoma Orderami Lenina (26 sierpnia 1955 i 16 marca 1966).
Jego imieniem nazwano ulicę w Czeboksarach.